# Kahyaköy, Yerköy
Kahyaköy là một xã thuộc huyện Yerköy, tỉnh Yozgat, Thổ Nhĩ Kỳ. Dân số thời điểm năm 2010 là 87 người.